# Семчук Дмитро Анатолійович
Дмитро́ Анато́лійович Семчу́к (нар. 23 січня 1974, Піонерський, СРСР) — український футболіст та тренер, захисник. Відомий завдяки виступам у складі київських «Динамо-2» та ЦСКА, полтавської «Ворскла» та низки інших українських футбольних клубів. Майстер спорту України.

## Життєпис
Дмитро Семчук народився у місті Піонерський, що в Калінінградській області. З 1987 по 1991 рік займався футболом у Республіканському училищі фізичної культури. З 1991 року перебував у системі київського «Динамо», де спочатку виступав за дублюючий склад киян, а згодом захищав кольори «Динамо-2». Перебуваючи в оренді в «Борисполі» виборов «золото» другої ліги чемпіонату України. Окрім того, на орендних засадах захищав кольори «Ниви-Борисфен» та вінницької «Ниви». У 1993 році викликався до лав молодіжної збірної, у складі якої провів 4 поєдинки.
З 1997 по 1999 рік виступав за київський ЦСКА, разом з яким дійшов до фіналу Кубка України 1997/98, де армійці поступилися київському «Динамо», та представляв Україну в Кубку володарів кубків (провів 2 матчі).
Після нетривалого вояжу до івано-франківського «Прикарпаття» у 2000 році повернувся до лав ЦСКА, кольори якого захищав до 2003 року (з невеликою перервою). Згодом грав у вищій лізі за полтавську «Ворсклу», здобув золоті нагороди першої ліги з луганською «Зорею» та по сезону провів у розташуванні вінницької «Ниви» і футбольного клубу «Княжа». На аматорському рівні виступав за київську «Зірку» та ковалівський «Світанок».
Після закінчення активних виступів перейшов на тренерську діяльність. Закінчив Чернігівський національний педагогічний університет ім. Т. Г. Шевченко. Обіймає посаду вчителя з футболу в Олімпійському коледжі ім. Івана Піддубного, де приклав руку до виховання екс-гравця молодіжної збірної України Євгена Чумака та інших талановитих хлопців.

## Досягнення
- Фіналіст Кубка України (1): 1997/98
- Переможець першої ліги чемпіонату України (1): 2005/06
- Срібний призер першої ліги чемпіонату України (1): 1996/97
- Переможець другої ліги чемпіонату України (1): 1993/94